# Емігрант (фільм)
«Емігрант» (італ. L'emigrante) — італійська комедія. Фільм вийшов 19 квітня 1973 року, у головних ролях — Адріано Челентано і Клаудією Морі.

## Сюжет
Молодий неаполітанець Пеппіно Кавалло (Адріано Челентано) шукає своє місце під сонцем. І настільки ж невтомно шукає рідного батька. Одного разу Пеппіно вирішує виїхати в Америку. На кораблі він знайомиться з чарівною дамою — Розітою Флорес (Клаудія Морі).

## У ролях
- Адріано Челентано — Пеппіно Кавалло
- Клаудія Морі — Розіта Флорес
- Хосе Кальво — Дон Ніколоне
- Мануель Сарсо — Ральф Маріско
- Томмасо Б'янко — Мікеле Кавалло
- Іза Данієлі — дружина Мікеле

## Знімальна група
- Режисер — Паскуале Феста Кампаніле;
- Сценарій — Франко Кастеллано, Сабатіно Чіуффіні, Паскуале Феста Кампаніле;
- Оператор — Гастоне Ді Джованні, Хуан Хельпі;
- Композитор — Карло Рустікеллі;
- Художник — Джантіто Бурк'єлларо, Франко Чаретті, Джованні Наталуччі;
- Монтаж — Маріо Морра.